# Savoia (panfilo reale 1923)
La R.N. Savoia  fu il terzo panfilo reale italiano, in servizio tra il 1923 ed il 1944.

## Storia
Poiché il panfilo reale Trinacria in servizio dal 1900, ma costruito nel 1893, era ormai inadeguato, fu decisa la costruzione di una nuova nave reale. Si decise a tale scopo di utilizzare lo scafo già predisposto nell'arsenale della Spezia per il piroscafo Città di Palermo.
La nave reale Savoia svolse numerose crociere diplomatiche, con a bordo Vittorio Emanuele III fino allo scoppio della Seconda Guerra Mondiale. Nel settembre 1943, mentre si trovava nel porto di Ancona, fu requisita dalle forze d'occupazione tedesche. Il 19 luglio 1944, durante un bombardamento aereo alleato, fu affondata. Nel dopoguerra il relitto fu recuperato e demolito.

## Altri panfili reali
- Savoia (1883-1897)[1][2][3]
- Trinacria (1900-1925)